# Opellianus
Genre
Opellianus est un genre fossile d'araignées aranéomorphes de la famille des Uloboridae.

## Distribution
Les espèces de ce genre ont été découvertes dans de l'ambre de la mer Baltique. Elles datent du Paléogène.

## Liste des espèces
Selon The World Spider Catalog 15.0 :
- †Opellianus excellens Wunderlich, 2004
- †Opellianus kazimierasi Wunderlich 2004
- †Opellianus ludwigi Wunderlich 2004

## Publication originale
- (en) Jörg Wunderlich, Fossil spiders of the family Uloboridae (Araneae) in Baltic and Dominican amber., vol. 3, coll. « Beiträge zur Araneologie », 2004, 851–886 p..